# Rozdolne (Rudnea-Horodîșce), Jîtomîr
Rozdolne (în ucraineană Роздольне) este un sat în comuna Rudnea-Horodîșce din raionul Jîtomîr, regiunea Jîtomîr, Ucraina.

## Demografie
Componența lingvistică a localității Rozdolne
     Ucraineană (100%)
Conform recensământului din 2001, toată populația localității Rozdolne era vorbitoare de ucraineană (100%).